# Piero Carini
Piero Carini (n. 6 martie 1921 – d. 30 mai 1957) a fost un pilot italian de Formula 1 care a evoluat în Campionatul Mondial între anii 1952 și 1953.